# Steve Harley
Steve Harley, geboren als Stephen Malcolm Ronald Nice (Deptford, 27 februari 1951 – Clare, 17 maart 2024), was een Britse singer-songwriter.

## Carrière
Harley scoorde in 1973 met zijn band Cockney Rebel een hit met Sebastian en had twee jaar later met Make me smile als Steve Harley and Cockney Rebel nog meer succes. Door de opkomst van punk, new wave en disco verkochten de platen van Steve Harley in de tweede helft van de jaren 70 slechter. Hij vertrok naar de VS, maar slaagde er niet in om daar door te breken. Hoewel hij er een plaat opnam met gerenommeerde namen als Marc Bolan (T-Rex), Bobby Kimball (Toto) en Michael McDonald (Doobie Brothers) vielen de verkoopcijfers tegen. 
Nadat meerdere comebackpogingen mislukten, had hij in 1983 een hit met het door Mike Batt geschreven liefdeslied ‘Ballerina’. Na hoofdrollen in musicals, waaronder The Phantom of the Opera, en opnieuw gestarte liveoptredens trad Harley vanaf de tweede helft van de jaren 80 weer uit de schaduw. Harley presenteerde van 2000 tot en met begin 2008 het BBC-radioprogramma Sounds of the seventies.

## Overlijden
Harley overleed op 17 maart 2024 op 73-jarige leeftijd aan de gevolgen van kanker.

## Discografie

### Cockney Rebel
- 1973: The human menagerie
- 1974: The Psychomodo

### Steve Harley & Cockney Rebel
- 1975: The best years of our lives
- 1976: Timeless Flight
- 1976: Love's a Prima Donna
- 1977: Face to face (live album)
- 2005: The quality of mercy

### Steve Harley
- 1978: Hobo with a grin
- 1979: The candidate
- 1992: Yes you can
- 1996: Poetic justice
- 1999: Stripped to the Bare Bones (akoestisch live album)
- 2010: Stranger comes to town
- 2020: Uncovered (opgenomen in de studio van Jan Smit in Volendam)

### The Steve Harley Band
- 2004: Anytime!